# Molibdopterina

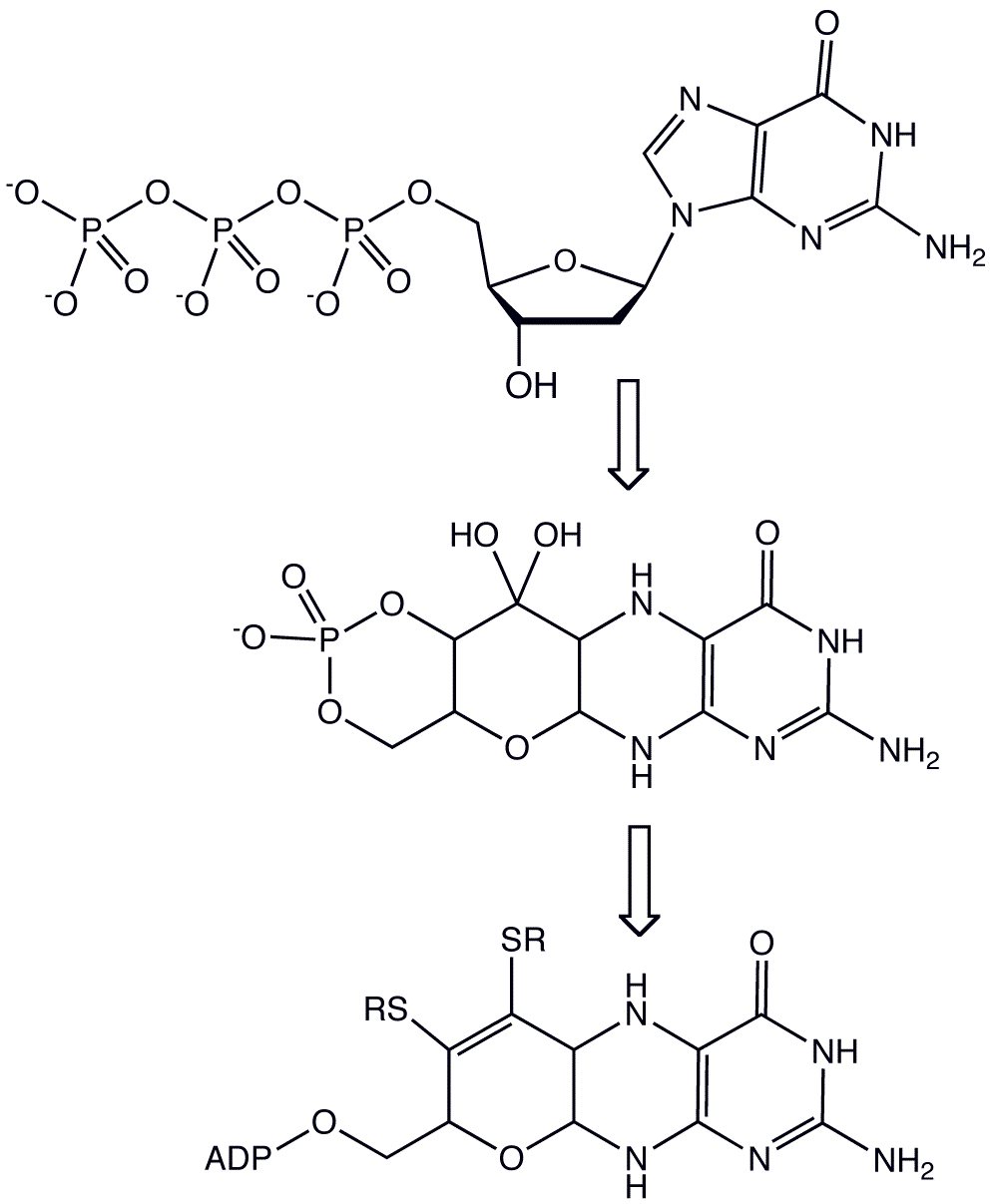
Algunos de los pasos biosintéticos que conducen a la formación de molibdopterina.

Las molibdopterinas son una clase de cofactores hallados en casi todas las enzimas que contienen molibdeno y en todas las que contienen tungsteno. Algunos sinónimos de la molibdopterina son MPT y piranopterin-ditiolato. La nomenclatura para estos compuestos puede resultar confusa, ya que la molibdopterina de hecho no contiene molibdeno, sino que es el nombre del ligando que luego se unirá al metal activo. Luego de que eventualmente la molibdopterina se acompleja con molibdeno, el compuesto de coordinación resultante se denomina habitualmente como cofactor de molibdeno.
La molibdopterina de hecho es un derivado de piranopterina, un heterociclo complejo que presenta un pirano unido a un anillo pterina. Adicionalmente el anillo pirano puede presentar dos tiolatos, los cuales sirven como ligandos en las enzimas con molibdeno y tungsteno. En algunos casos, el grupo alquilfosfato se reemplaza por un nucleótido alquildifosfato. Algunas enzimas que contienen al cofactor de molibdeno son la xantina oxidasa, DMSO reductasa, sulfito oxidasa y nitrato reductasa.
Las únicas enzimas que contienen nitrógeno que no presentan molibdopterinas como cofactores son las nitrogenasas (enzimas que fijan nitrógeno). Estas últimas contienen un centro hierro-azufre de un tipo muy diferente, el cual usualmente contiene además molibdeno. Sin embargo, si el molibdeno está presente, se une directamente a otro átomo metálico.

## Biosíntesis
La biosíntesis de la molibdopterina comienza con la guanosina trifosfato. Dos reacciones enzimáticas convierten a este trifosfato en el fosfato cíclico de la piranopterina. Una de estas enzimas hace uso de un mecanismo de radical SAM, a menudo asociado con reacciones de formación de enlaces de tipo C-X. Esta piranopterina intermediaria, luego es convertida a molibdopterina por la acción de tres enzimas adicionales. En esta conversión, se forma el eneditiolato, aunque los sustituyentes unidos a los azufres permanecen siendo desconocidos. El azufre es transportado desde cisteinil persulfuro, en una forma que recuerda a la biosíntesis de las proteínas hierro-azufre. A continuación el monofosfato es adenilado (unido a ADP) en un paso que causa la activación del cofactor para permitirle unir Mo o Tu. Estos metales son transportados desde sus respectivos oxianiones molibdato y tungstato. Finalmente, el Mo o W se inserta en el anillo para producir el cofactor de molibdeno. En algunas enzimas, tales como la xantino oxidasa, el metal se encuentra unido a una molécula de molibdopterina, mientras que en otras enzimas, por ejemplo en la DMSO reductasa, el metal se encuentra unido a dos cofactores molibdopterina.
Los modelos de sitio activo para las enzimas que contienen molibdopterina, se encuentran basados en una clase de ligandos conocidos como ditiolenos.

## Derivados de tungsteno
Algunas oxidorreductasas hacen uso del tungsteno en una forma similar al molibdeno, utilizando un complejo tungstenopterina con una molibdopterina. Por lo tanto, las molibdopterinas pueden formar complejos tanto con molibdeno como con tungsteno, por ejemplo, en las bacterias. Las enzimas que hacen uso del tungsteno por lo general reducen ácidos carboxílicos libres a aldehídos.
La primera enzima que hace uso del tungsteno descubierta, requiere también de selenio, aunque la forma precisa todavía permanece desconocida. En este caso, se ha especulado que el apareamiento selenio-tungsteno funcionaría en forma similar al apareamiento azufre-molibdeno de algunas enzimas que requieren del cofactor de molibdeno. Aunque se ha encontrado una xantina deshidrogenasa bacteriana que contiene un complejo tungsteno-molibdopterina, y también selenio no unido a proteína (descartando la posibilidad de que el selenio perteneciera a una selenocisteína o selenometionina), todavía no se ha dilucidado totalmente el complejo tungsteno-selenio.

## Enzimas que utilizan la molibdopterina
A continuación se listan algunas proteínas que utilizan la molibdopterina como cofactor o grupo prostético:
- Cofactor de: xantina oxidasa, DMSO reductasa, sulfito oxidasa, nitrato reductasa, etilbenceno deshidrogenasa, gliceraldehído-3-fosfato ferredoxina oxidorreductasa, arseniato reductasa respiratoria, monóxido de carbono deshidrogenasa.

- Grupo prostético de: formaito deshidrogenasa, purina hidroxilasa, tiosulfato reductasa.